# Holland (CDP, New York)
Pour les articles homonymes, voir Holland.
Holland est une census-designated place du comté d'Érié, dans l'État de New York, aux États-Unis,. En 2020, elle compte une population de 1 173 habitants.